# Hans Westenberg
Johannes Willem (Hans) Westenberg (Rotterdam, 19 augustus 1945) is een Nederlands voormalig rechter.
Hij was coördinerend vicepresident van de Rechtbank Den Haag, sinds 1994. Daarnaast was hij onder andere hoofd van de Vliegende Brigade, voorzitter van de Vereniging van ouders en verwanten met een verstandelijke handicap en voorzitter van het Werkverband van Ouder- en Familieverenigingen in Instellingen voor mensen met een verstandelijke handicap. Op 21 augustus 2009 werd bekend dat hij moest vertrekken. Aanleiding voor het vertrek van Westenberg is een uitspraak van het gerechtshof in Den Haag, dat bewezen acht dat de rechter telefonisch contact heeft gezocht met advocaten in de Chipshol-zaak, een zaak die hij onder zich had.

## Vliegende Brigade
De Vliegende Brigade is een stafeenheid gevestigd aan de Bezuidenhoutseweg te 's-Gravenhage die in maart 2000 is opgericht om de achterstanden in de civiele sectoren weg te werken. Stafjuristen werken hier onder begeleiding van rechters aan het opstellen van concept-vonnissen. De te behandelen zaken worden aangeleverd door rechtbanken vanuit het hele land. De vonnissen worden uitgesproken door de rechtbank waar de zaak aanhangig is gemaakt. De Vliegende Brigade wordt door de Raad voor de rechtspraak gefinancierd. Per einde 2004 waren sinds de oprichting in totaal 7500 vonnissen geschreven. Dit is een productie die vergelijkbaar is met die van een civiele sector van een grote rechtbank. Op dat moment werken er ruim dertig stafjuristen die worden begeleid door zes rechters.

## Chipshol-affaire
In 2004 verscheen het boek "Topadvocatuur: in de keuken van de civiele rechtspraktijk" van journalist Micha Kat. Hierin verklaart advocaat Hugo Smit dat Nederlandse rechters vaak bang zijn om grote schadeclaims toe te kennen. Smit: "Maar bij grote claims leert de ervaring dat Nederlandse rechters nerveus worden. Er gaan opeens gekke dingen gebeuren, zoals rechters die uitvoering ( sic ) met advocaten gaan bellen over de zaak. In de Chipsol zaak (sic) is dat ook gebeurd met mr. Westenberg van de Haagse Rechtbank." Het buiten de zitting om contact hebben met procespartijen, is niet toegestaan (art. 12, Wet op de rechterlijke organisatie).
Westenberg voelde zich in zijn eer en goede naam aangetast en spande een proces aan tegen Micha Kat, Hugo Smit en de uitgever van het boek. Kat en de uitgever wonnen. Hugo Smit verloor en ging in hoger beroep. Uiteindelijk stelde het Gerechtshof 's-Gravenhage op 23 juni 2009 in een tussenarrest vast dat er wel degelijk twee telefoongesprekken tussen Westenberg en Chipshol-advocaten hadden plaatsgevonden: "Het hof acht – behoudens (nader) tegenbewijs (...) – bewezen dat Westenberg voorafgaand aan de pleidooien op 8 december 1994 in de zaak Chipshol tegen (onder meer) N.V. Landinvest een telefoongesprek heeft gevoerd met Smit. (...) De ontkenning van Westenberg (ook als getuige) dat een gesprek als bedoeld heeft plaatsgevonden is onvoldoende om anders te oordelen." Daarop werd door het bestuur van de rechtbank 's-Gravenhage een vertrekregeling voor Westenberg in gang gezet.
Op 19 oktober 2009 werd bekend dat Jan Poot, van de gebiedsontwikkelaar Chipshol, officieel aangifte deed tegen Westenberg, inmiddels voormalig vicepresident van de rechtbank Den Haag. Volgens Poot had de jurist meineed en valsheid in geschrifte gepleegd in de Chipshol-zaak. Hij stelde als Chipshol "op een ongehoorde wijze door Westenberg te zijn benadeeld".
Op 14 april 2011 werd als gevolg van getuigenverhoren bekend dat de voormalig rechter Kalbfleisch verdacht werd van meineed in deze zaak. De rijksrecherche voerde een onderzoek uit. Hij had in zijn positie bij de Nederlandse Mededingingsautoriteit verlof voor onbepaalde duur.

### Vervolging wegens meineed en valsheid in geschrifte
De Hoge Raad wees op verzoek van de hoofdofficier van justitie in Den Haag na onderzoek van de voorliggende dossiers de rechtbank Utrecht aan als gerecht waar de eventuele vervolging en berechting van Westenberg zou plaatsvinden. Op 9 februari 2010 werd bekendgemaakt dat naar aanleiding van de aangifte van Jan Poot de Rijksrecherche een onderzoek was gestart. Op 14 maart 2010 kwam de affaire-Westenberg uitgebreid op radio en televisie aan de orde. Op dat moment waren er door Fred Teeven (VVD) en Jan de Wit (SP) al Kamervragen gesteld over het feit dat de proceskosten van Westenberg door de overheid gefinancierd werden. Uit het daar ter beschikking staande feitenrelaas bleek dat de Raad voor de rechtspraak stelde dat zij het gedrag van Westenberg niet onder controle had.
In het vierde kwartaal van 2010 vonden de getuigenverhoren plaats. Gehoord werden Westenberg en Pieter Kalbfleisch. Namens het kantoor van de landsadvocaat Pels Rijcken waren aanwezig Bert-Jan Houtzagers en Sikke Kingma; zij vertegenwoordigden Westenberg en mr. Ernst Numann. Numann was eerder persrechter van de Rechtbank Den Haag, ten tijde van de verhoren was hij lid van de Hoge Raad. Verder werden gehoord Bert van Delden, voormalig president van de Rechtbank Den Haag en voorzitter van de Raad voor de Rechtspraak en Pieter Kalbfleisch, oud-rechter, ten tijde van de verhoren directeur van de NMA. Ook werden gehoord twee advocaten van Stibbe: Tim de Grève en Niels Koeman. De laatste was advocaat voor zowel Chipshol als Schiphol en was ten tijde van de verhoren lid van de Raad van State.
Begin december 2010 stelden de Raad voor de Rechtspraak en de rechtbank in Den Haag vast dat Westenberg de Nederlandse Mededingingsautoriteit in 2007 nooit een betaald juridisch advies had mogen geven. Eerder liet de raad al weten dat het beroepsmatig juridisch advies geven voor rechters verboden was en het nu en dan optreden als bezoldigd juridisch adviseur ongewenst. Nu werd bekend dat dit advies betrekking had op een vonnis van de rechtbank in Den Haag van 7 februari 2007 in een zaak van de staat en Accell. Dit betekende dat Westenberg, destijds lid van de Haagse rechtbank, een vonnis van een collega-rechter van de Haagse rechtbank had beoordeeld. Dat was volgens de raad 'volstrekt in strijd met de toen en nu heersende taakopvatting binnen de rechtspraak en daarmee schadelijk voor het aanzien van de rechtspraak'.
In september 2012 publiceerde NRC op basis van het door Jan Poot bewust gelekte strafdossier een uitgebreid artikel over de zaak. Poot lekte het dossier om de misstanden binnen justitie bekend te maken waarbij zijn punten waren:
1. Justitie had geen serieus onderzoek naar corruptie van Kalbfleisch gedaan; justitie had een termijn laten verlopen, waardoor kennelijk doorslaggevende Zwitserse taps niet gebruikt mochten worden en zwart waren gemaakt.
2. Kalbfleisch bleek hooggeplaatste relaties binnen politiek en justitie te hebben benaderd teneinde de rechtsgang te beïnvloeden.
3. Met medewerking van relaties bij justitie, Hoge Raad en Haagse rechtbank werd op alle mogelijke manieren geprobeerd dossiers en verklaringen in handen te krijgen om de griffier zwart te maken en haar geloofwaardigheid aan te tasten.

Justitie stelde een onderzoek in naar het lekken; Poot stelde dat de begrenzing van de geheimhoudingsplicht zoals ondertekend bij de ontvangst van het dossier naar opgave van de betrokken officier van justitie een intentieverklaring betrof.
Westenberg werd echter door de Rechtbank Utrecht en in hoger beroep door het Gerechtshof Arnhem-Leeuwarden vrijgesproken.

### Schadevergoeding Smit
In juni 2015 bepaalde de rechter dat Westenberg 10.000 euro moest betalen aan Hugo Smit, omdat hij die advocaat ten onrechte beticht had van het spreken van onwaarheden. Dat had te maken met de verklaring van Smit dat Westenberg hem had opgebeld om hem te laten weten dat hij beter met procederen kon stoppen, omdat hij de Chipshol-zaak toch zou verliezen. In januari 2020 bepaalde het gerechtshof in Den Bosch dat Westenberg 1,4 miljoen euro plus rente aan Smit moest betalen.
Het Gerechtshof Den Bosch oordeelde op 26 mei 2020 dat de oud-rechter onrechtmatig had geprocedeerd tegen publicist Micha Kat.

## Carrière
- 1971: Secretaris 1e klasse arrondissementsparket Alkmaar
- 1973: Gerechtssecretaris 1e klasse rechtbank Alkmaar
- 1975: Gerechtssecretaris rechtbank Den Haag
- 1975: Als stagiair werkzaam advocatenkantoor te Den Haag
- 1976: Gerechtsauditeur rechtbank Arnhem
- 1977: Rechter-plaatsvervanger rechtbank Arnhem
- 1978: Rechter rechtbank Haarlem
- 1985: Vice-President rechtbank Den Haag
- 2009: Vervroegde pensionering